# Polnisches Parlament
Das polnische Parlament besteht aus zwei Kammern, dem Sejm (Unterhaus) und dem Senat (Oberhaus).
Die Parlamentspräsidenten tragen im polnischen Parlament den Titel Marschall: Sejmmarschall und Senatsmarschall.

## Legislaturperiode
Die Auflösung des Sejm bewirkt immer das gleichzeitige Beendigung der Wahlperiode des Senats. Obgleich auch die Regeldauer der Legislaturperiode für die beiden Kammern mit vier Jahren identisch ist, ist die Zählart der Wahlperioden nicht einheitlich. Die erste Wahlperiode des Senats dauerte seit seiner Wiedereinführung 1989 gleichzeitig mit der zehnten Wahlperiode des Sejm an. Mit den ersten vollkommen freien Wahlen 1991 fing man mit der Zählung die Sejm-Wahlperioden neu von eins an, während für den Senat die zweite Wahlperiode begann. Folglich entspricht einem Sejm der n-ten Wahlperiode immer ein Senat der (n+1)-ten Wahlperiode.